# 明斯特火车总站
明斯特（威斯特法伦）火车总站（德語：Münster (Westfalen) Hauptbahnhof）是德国西部明斯特兰地区最重要的铁路客运枢纽，日均发送旅客逾66000人次，为德铁车站及服务辖下的二等站。明斯特的首座铁路车站是作为引自哈姆的盲肠线的组成部分而于1848年落成；第二次世界大战后又重新建造了一座，后于2015年拆除；经过全面修缮的车站则于2017年6月24日开放。
如今共有五条电气化的干线铁路和四条区域铁路行经明斯特火车总站，其中包括一条在所有方向都不办理客运的线路（即由WLE运营的明斯特－瓦尔施泰因铁路）。明斯特兰地区已不再设有铁路货运枢纽。

## 历史

### 1848－1855年
作为曾经的威斯特法伦省会，明斯特于1848年由明斯特-哈姆铁路公司建造了首座铁路车站，以担任从哈姆至明斯特盲肠线的终点站。在哈姆一端，这条盲肠线可与科隆-明登铁路公司经营的干线铁路相连。伴随着1848年5月25日举办的盛大庆祝巡游，正式宣告了明斯特迈入铁路时代。当时的站房位于如今的阿尔贝斯洛路（Albersloher Weg）和沃尔贝克街（Wolbecker Straße）之间的塞尔瓦蒂门（Servatii-Tor）前。
在投入客运约一个月后，盲肠线又开办了货物运输。然而，这种崭新的交通工具在最初的几年中并未获得广泛接受，每列火车的平均载客量仅为100人。

### 1855－1880年
1855年，由于经营困难，明斯特-哈姆铁路公司的业务被王家威斯特法伦铁路公司所接管。后者于1855年7月将公司总部从帕德博恩迁至明斯特。此外，由于这时开办了从明斯特至瓦尔堡的直通服务，列车的行车时间得到有效缩短。
1856年，明斯特－赖讷铁路建成通车。这条线路在赖讷可与连接勒讷－赖讷－埃姆登的汉诺威西部铁路交汇。
从鲁尔区或芬洛经明斯特至汉堡的铁路专营权于1866年授予科隆-明登铁路公司。这条线路的万讷－明斯特路段于1870年通车，并于1871－73年间与奥斯纳布吕克和汉堡相连。明斯特自此可以直接通抵德国的北海港口。在王家威斯特法伦铁路公司车站的东侧还另建了一座车站。它被设计为临时性用途，从而可为两家铁路公司建立一个共用车站预留了空间。
在西明斯特兰，明斯特-恩斯赫德铁路公司于1860年代初期望建立一条从明斯特经格罗瑙至恩斯赫德的铁路连接，以促进当地经济的发展。工程始于1872年6月，但该公司于1874年遭遇财政困难。为此，王家威斯特法伦铁路公司接管了明斯特-恩斯赫德铁路公司，并于1875年9月30日开通了去往恩斯赫德的铁路。该铁路在明斯特使用王家威斯特法伦铁路公司的车站。

### 1880－1919年

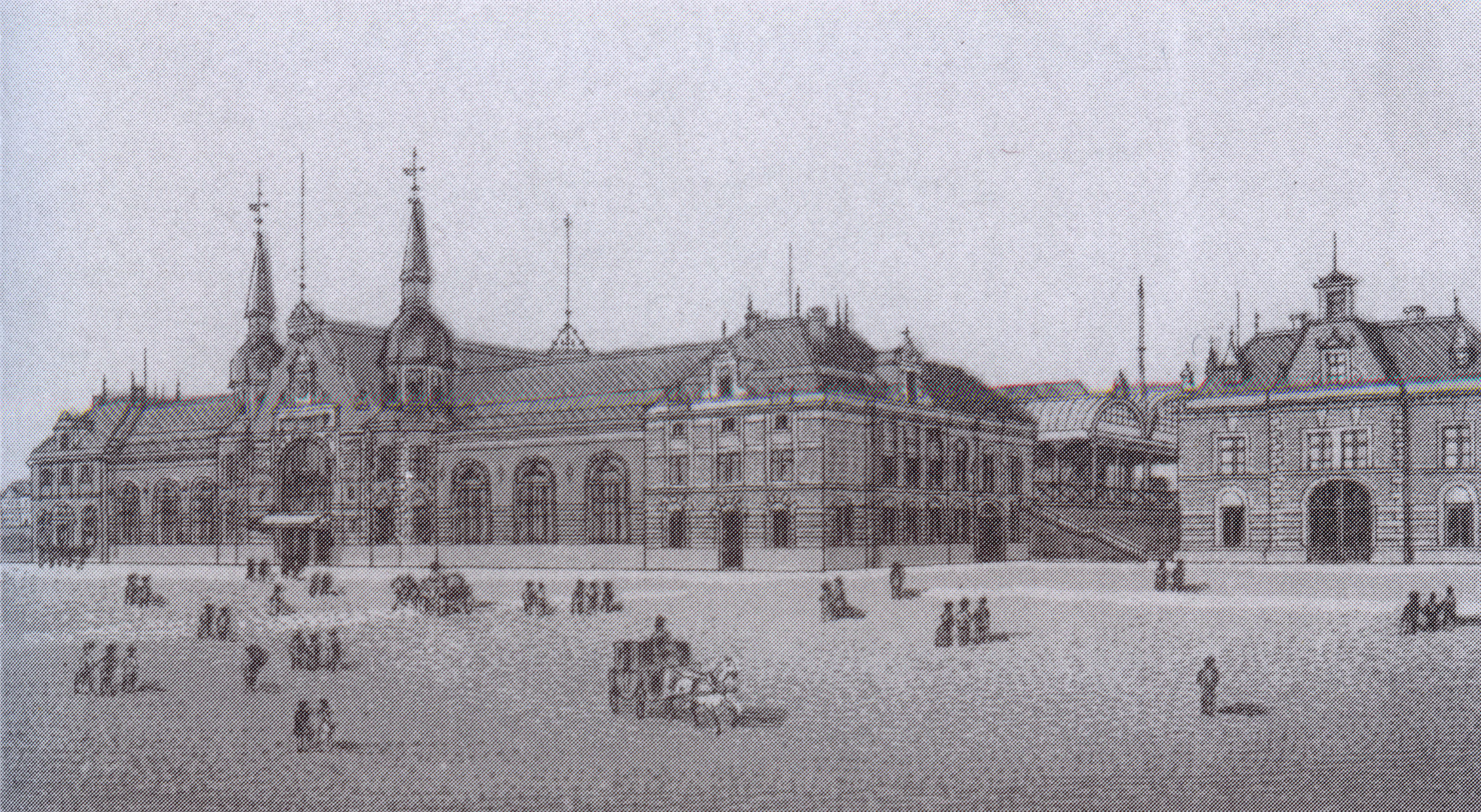
1890年的明斯特中央车站

随着普鲁士国家铁路陆续将名义上的私营铁路公司收归国有，自1881年起，明斯特的所有铁路都由国家掌控。早在1875年，市镇兰贝蒂和圣毛里茨的部分社区便已合并；车站周边区域的规划主管权自此由明斯特市主导。1885年，城市为建造一座中央车站提供了财政资金。“中央车站”（Zentralbahnhof）于1890年10月1日开幕。
在规划了一条从明斯特至泰尔格特的窄轨铁路之后，从明斯特经瓦伦多夫至雷达的线路已按标准轨距建造。1886年6月8日，明斯特至瓦伦多夫间的列车服务开始投入运营。
明斯特日益发展成为一座枢纽车站，其铁路网络于1903年延伸至新贝库姆，1908年又经科斯费尔德延伸至恩珀尔-雷斯。尽管如此，车站仍然无法达到城市所期望的重要性，主要是因为科隆－鲁尔区－汉诺威－柏林的干线铁路没有经过明斯特。
铁路设施在第一次世界大战期间仅作了细微的变动。从军事角度来看，车站在这些年来显得尤为重要。战争结束后，则出现了机车和车厢短缺的情况，因为德国必须交付5000台机车和150000节车厢作为赔偿。

### 1920－1933年

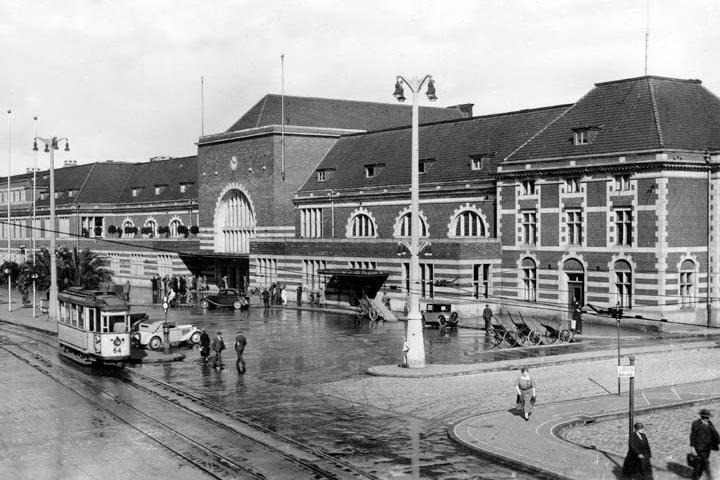
1930年改建后的火车总站

1920年，普鲁士国家铁路被合并至德意志国铁路，至1924年又改制为私营的德意志国铁路公司。在此期间，明斯特的铁路网络得到了扩展，包括通往吕嫩的线路（1928年）以及货运绕行线（1930年）。
由于交通量在1920年代末的进一步增加，因此必须建造另一座月台。此外，在1928-30年间，车站大楼被改造成作为“通往现代之城门户”（Tor zur modernen Stadt）的代表性建筑，改造工程应在1930年9月的天主教徒代表大会之前完成。

### 1933－1945年
对于明斯特而言，融入“闪电列车”（Blitzzug）系统非常重要。自1935年10月6日起，明斯特在科隆至汉堡的连接中被纳入了这个系统。
随着第二次世界大战爆发，情况发生了根本性的变化。当局取消了旅行补贴，而减班的运行图1940年1月生效。在随后的调图中，运力更进一步削减。在1941-42年间，明斯特火车总站下方建造了一个可容纳2000人的地堡。它于1945年遇袭，但未造成人员伤亡。
在对明斯特发动的102次空袭中，盟军轰炸机也将铁路设施作为目标。车站区域的空袭导致大量车厢和机车受损，而轨道设施也有75%至80%的面积遭到破坏。车站大楼则被完全摧毁。

### 1945年以来
1945年4月2日，盟军进入明斯特。自4月底起，通往西部的线路再度开放。轨道设施和信号所也于同年夏天开始重建。在修复了明斯特船闸周边地区的被毁桥梁后，往奥斯纳布吕克方向的列车服务得以恢复。由于列车大堂仅剩下钢骨架，并且月台、楼梯和隧道都无法使用，因此必须在旅游运输开启之前以临时性的方式进行修补。
1949年，通往市政港口铁路的一条坡道建成，来自利普施塔特的威斯特法伦州立铁路（WLE）的客运列车可以通过坡道到达火车总站。为此，该公司在车站的东侧建立了第五个月台，仅对其自己的列车提供服务。随着通往利普施塔特的线路自1975年冬季运行图生效起停办客运，该月台以及相应的通道也被关闭。
在1950年代初，车站大楼分几个阶段进行了重建。车站大堂于1958年建成，其余工程则于1960年完成。车站及相邻联邦铁路局的建筑蓝图出自出生于明斯特的特奥多尔·迪克斯迈尔之手，它是当时的德国联邦铁路首席建筑师。
自1960年6月8日起，明斯特接入全欧快车网络。全欧快车“帕西法尔号”在汉堡至巴黎间运行，并经停明斯特火车总站。这班豪华列车于每天下午4:59驶离明斯特，然后于夜晚11:35抵达法国首都。
1968年9月，鲁尔区至汉堡间的线路全部实现电气化，而明斯特更是早在两年前便已接入南向的联邦铁路电网。至1981年，通往埃姆登的线路也完成电气化改造。

## 当前状态

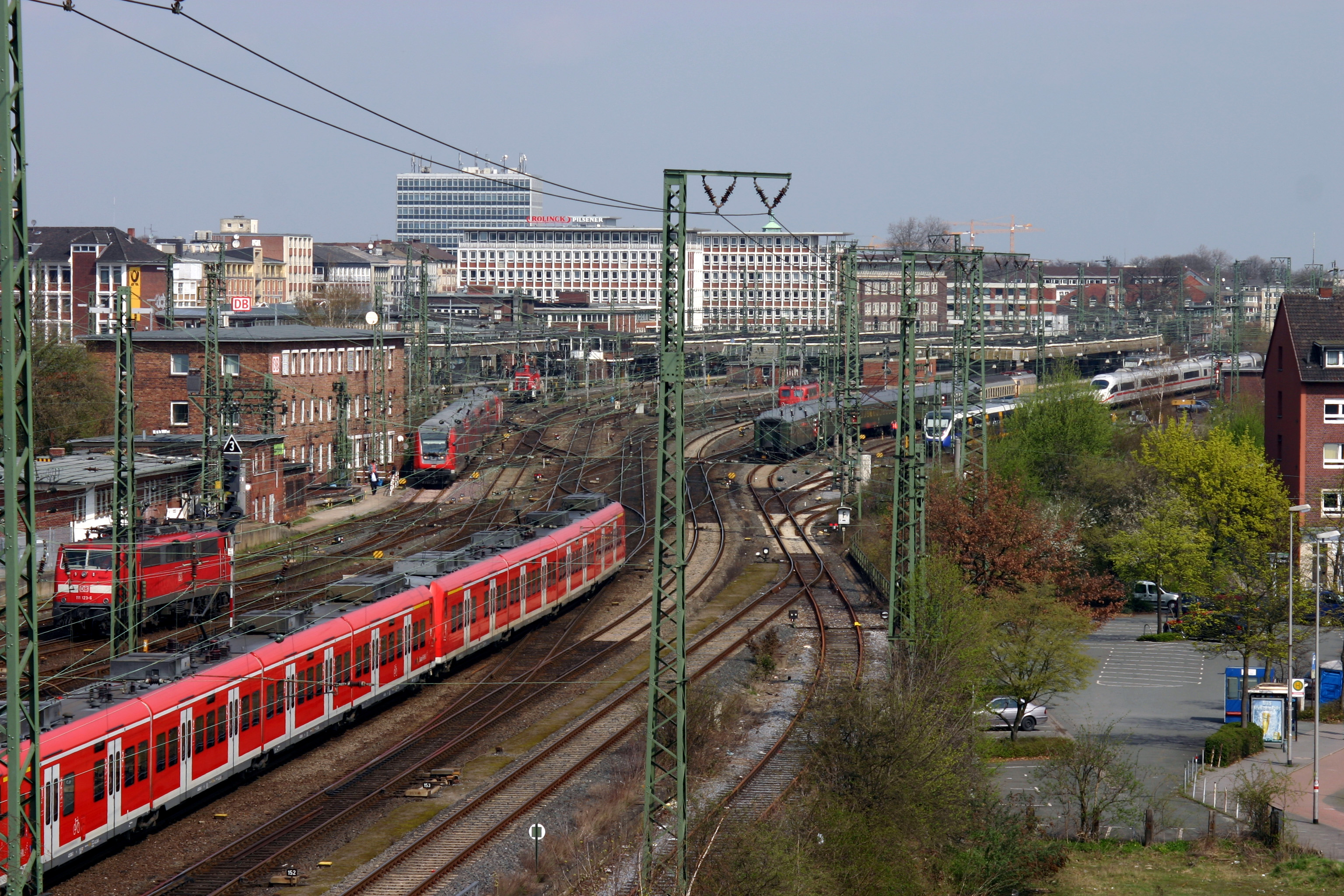
轨道前地

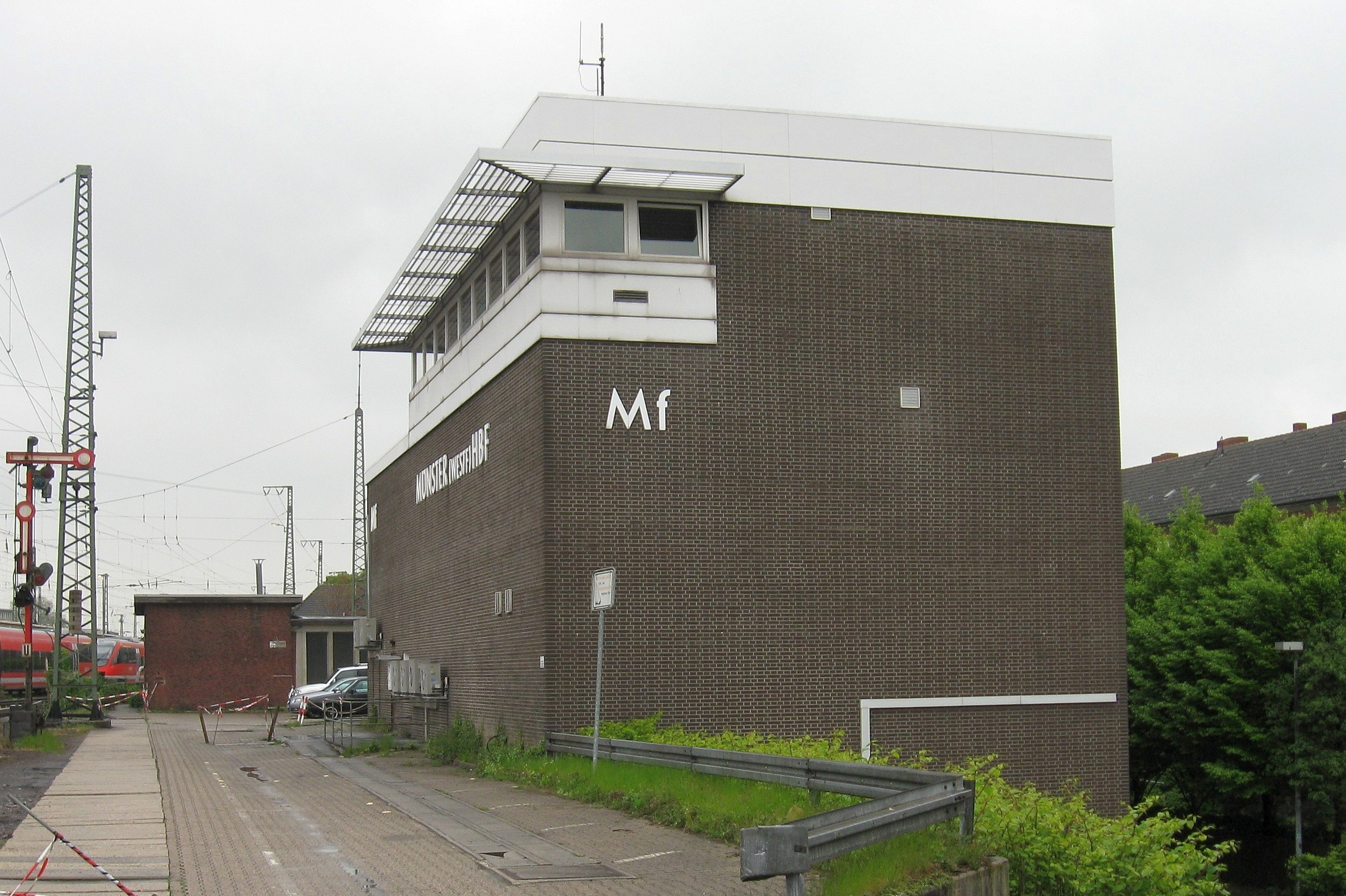
中央信号所

当地铁路系统的主要缺陷是与邻近地区东威斯特法伦中心城市比勒费尔德的直达连接太慢（直线距离65公里需要一个半小时）；而汉堡－多特蒙德干线的通过能力也受到明斯特至吕嫩间广泛的单线路段限制，从而造成延误性增加。2017年6月24日，联邦政府宣布将对多特蒙德－明斯特的整条线路进行扩建，因为其迫切需要复线铁路。这也同样有助于推进将明斯特接入莱茵-鲁尔快线的规划。
明斯特货运站（Münster (Westf) Gbf）位于火车总站南侧，地处向西通往哈姆的轨道和向东通往万讷-埃克尔的轨道之间，并设有驼峰，于1994年作为枢纽站而关闭。在两条线路之间建造这类货运车站的情况十分罕见，因为货运站通常位于相关联的客运站旁边，或者位于贯穿整个车站的所有线路的仅一侧。该货运站在结构上通过港口街（Hafenstraße）与客运站分隔，但主要仍与客运站组成一个行政单位。由于工业在明斯特的重要性不高且日趋下降以及运输形态向公路转换，使得它在地方运输方面只有一位客户（基费铁路车辆厂），因此计划根据《土地面积使用规划》的草案于2010年拆除轨道，但迄今为止尚未实施。与客运相比，明斯特的铁路货运几乎变得毫无意义。
货运站的东南侧是存车站和德铁区域北威供旅客列车使用的保养车间。在货运和存车站的南部则是一处立体交叉道，其中通往哈姆的线路是从上跨越通往万讷-埃克尔和吕嫩的线路轨道。
2009年7月9日，时年79岁的法学家兼律师韦尔纳·霍佩在明斯特火车总站月台跌倒致死。德国铁路对这起事故的第一反应及其原因引起众怒，并引发了有关车站状态的讨论。

### 车站的拆除和新建

#### 前地的规划
2007年1月26日，时任德国铁路董事长的哈特穆特·梅多恩在明斯特市政厅出席传统的商宴时宣布，火车总站将很快进行翻新，但没有给出确切的日期。同年5月30日，明斯特市决定委托蒂蒙公司进行施工。自那时起，德国铁路对建筑和承办商拥有最终决定权。根据计划委员会于2007年10月18日举行的会议，融资问题已得到基本解决，因此预计在2009年初所有规划和谈判完成后便能最终开始建设。然而至2009年4月，德国铁路出于成本原因停止了与项目开发商的合作。明斯特市继续努力筹措资金。实际上换乘交通站点的改造并不受此影响，应于2009年秋季开始动工。

#### 月台工程

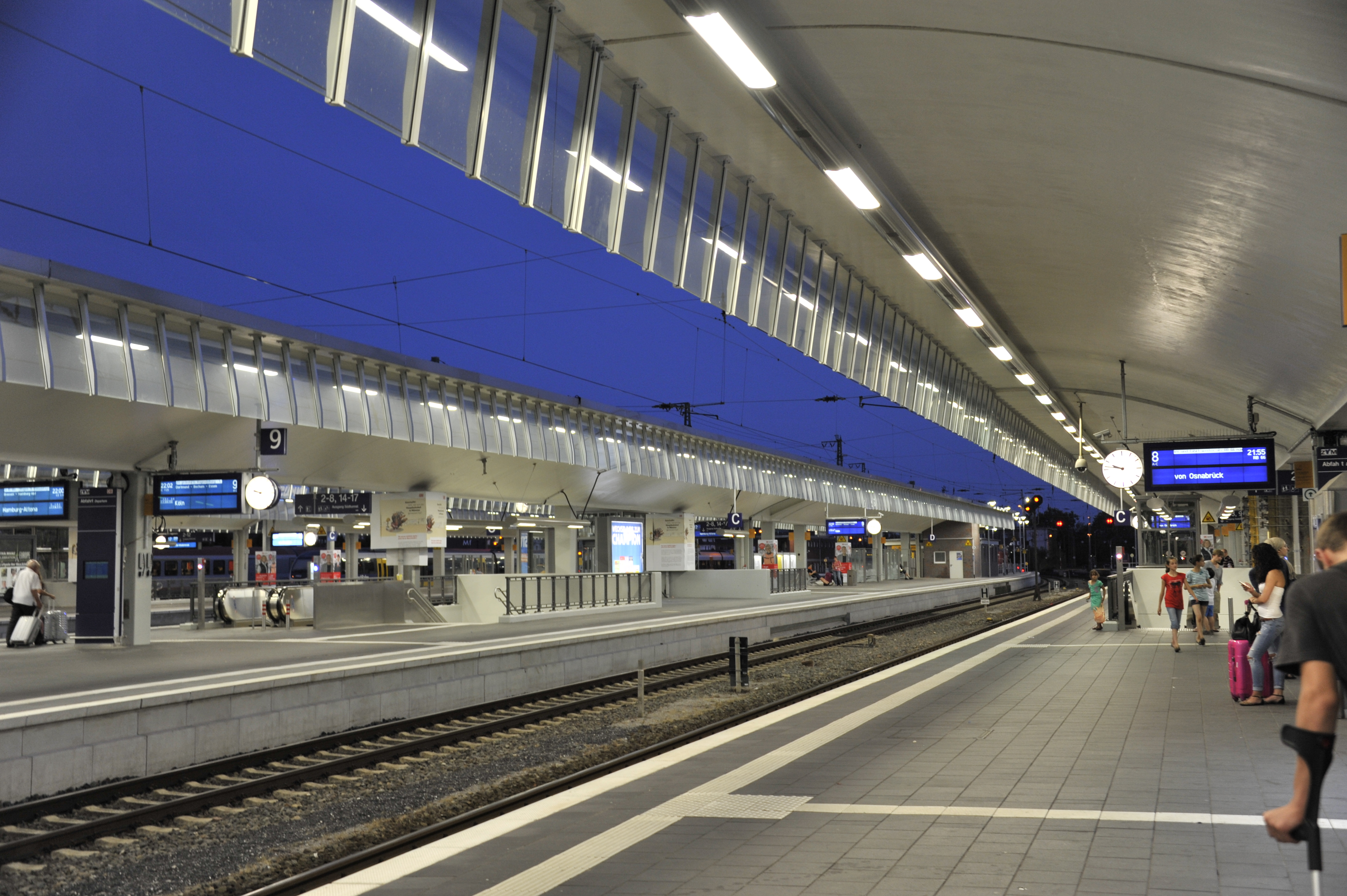
翻新后的月台（2013年）

2009年11月，全长80米的北隧道工程启动。自2010年底以来，“换乘交通站点”一直在进行现代化改造。它安装了升降机，屋顶也得到了全面修缮。月台自2011年开始翻新，工程至2013年4月30日完成。
月台的翻新工程主要包括一条全新且更宽的南侧行人隧道、新建的自动扶梯和升降机、月台上的新照明、新的候车室以及新的玻璃组件。共有16550平方米的月台地面得到翻新，2.1公里长的月台边缘得到更换，还有近10000平方米的屋顶范围得到修缮。此外，主隧道从5.6米拓宽至10米，并移动了约12000立方米的土方。
2013年5月28日，这座现代化的交通设施在时任联邦交通部长彼得·拉姆绍尔、明斯特出身的联邦卫生部长丹尼尔·巴尔以及明斯特市长马库斯·勒韦的共同见证下开幕，约有100位嘉宾出席了开幕式。在此之前，建设成本已增至3800万欧元。

#### 柏林广场工程

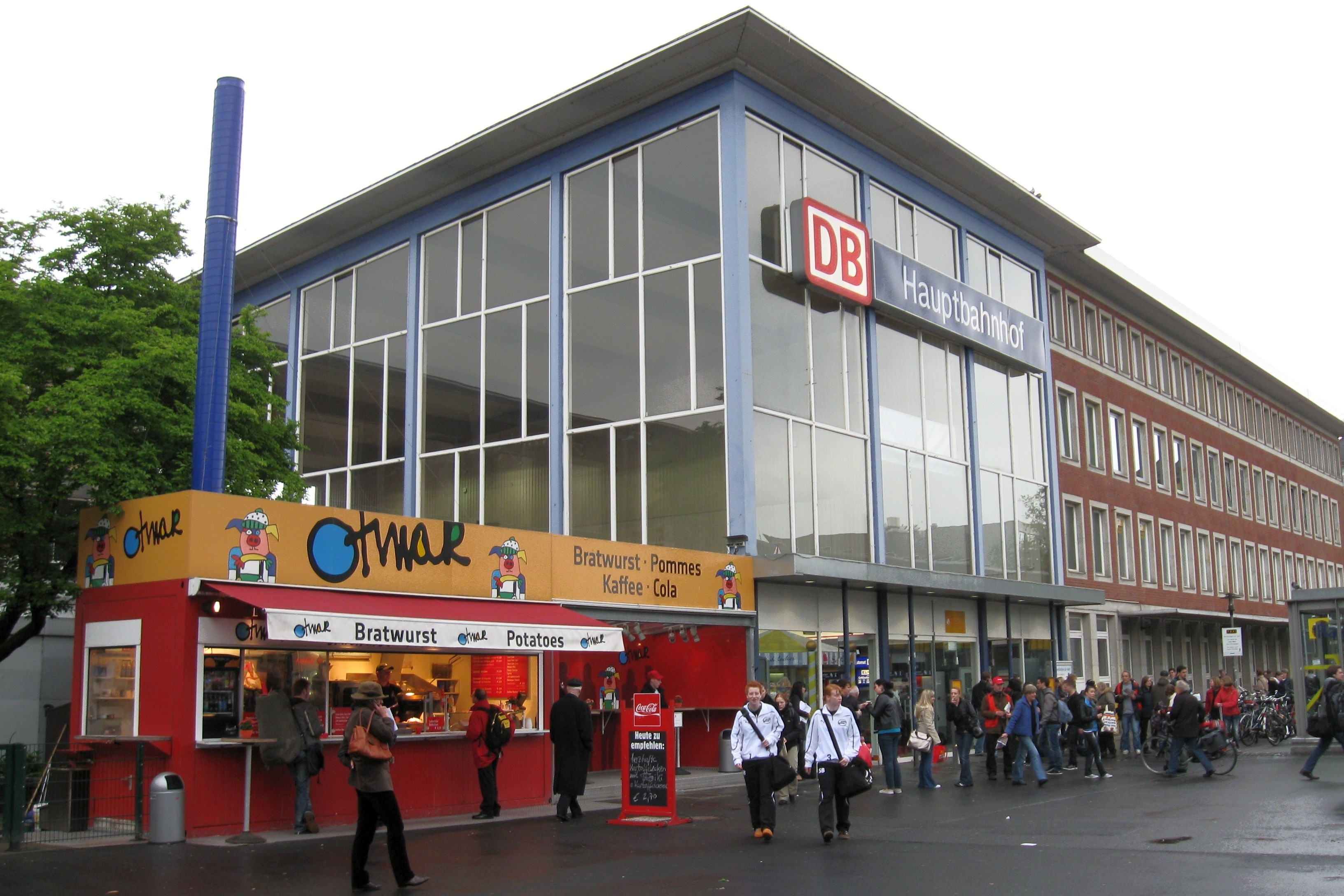
原车站接待大楼，2015年拆除

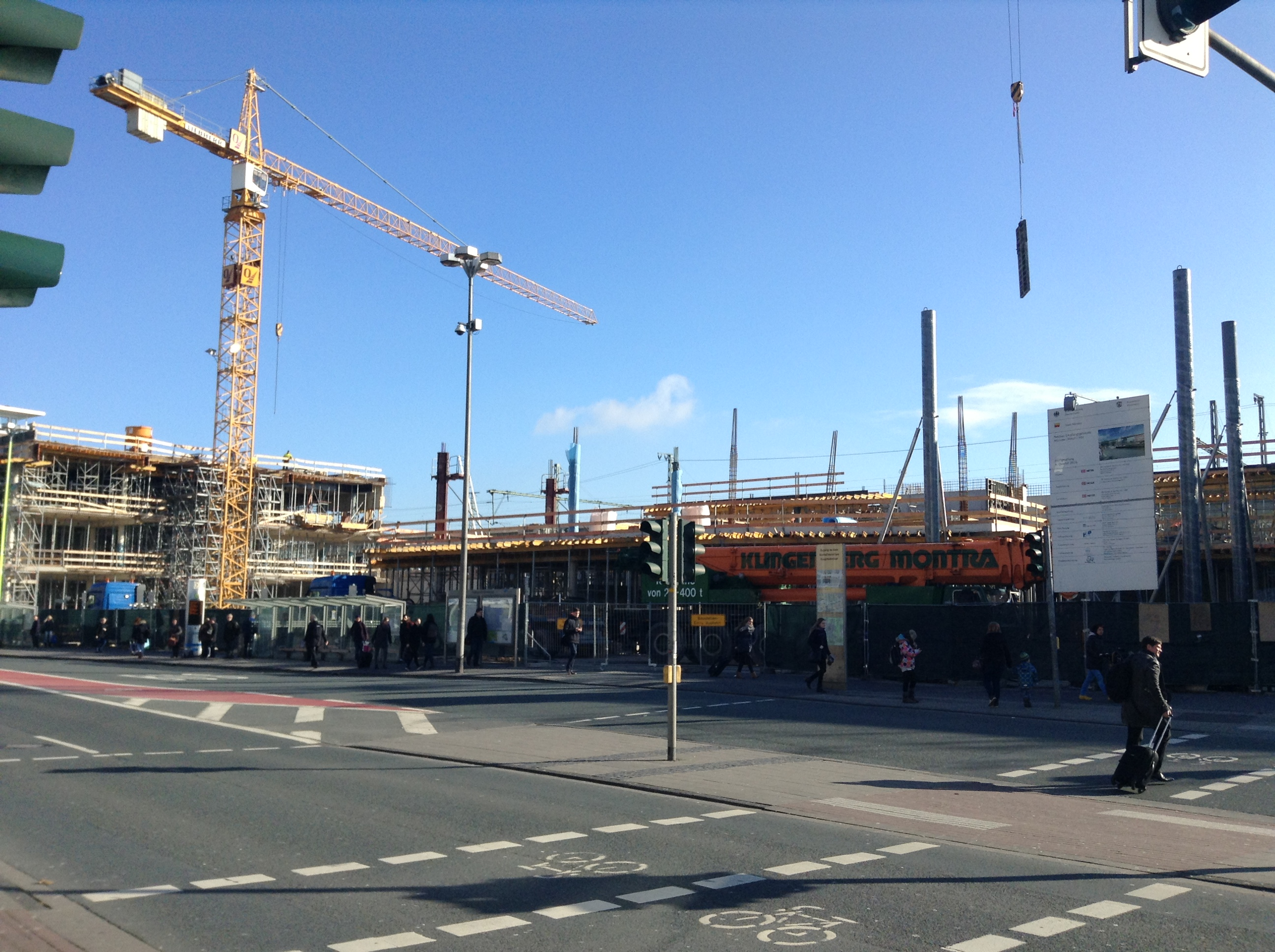
施工现场（2016年）

2011年3月23日，当局决定拆除并重新建造位于西侧的接待大楼。车站建筑的业主是德国铁路，负责车站周边建设的则是明斯特市。根据第一步计划，自1950年代便投入使用的接待大楼应在2013年开始拆除，至2015年完工。2011年3月30日，德国铁路和明斯特市的代表提出新接待大楼的建设计划，当中还包括了车站地区的开发方案。这座全新的玻璃接待大楼面积为8000平方米，从北入口至主入口之间的长度为140米，最迟于2015年或2016年完工，将取代1950年代的接待大楼，费用为3200万欧元。2015年9月，明斯特市宣布建设将于2017年春季完成。施工工作在周一至周五的上午8点至晚上8点之间进行。联邦政府将为此拨款1000万欧元，明斯特市则出资500万欧元。
据德铁车站及服务西区负责人马丁·西格蒙德（Martin Sigmund）表示，新接待大楼的建设应于2014年至2015年之交、伴随着旧接待大楼的拆除一同启动，而车站的北隧道也将于2014年12月关闭。至2013年5月底，计划工期修正为18到20个月，预计至2017年春季完工。2016年3月31日，《威斯特法伦新闻》报导称新的接待大楼计划于2017年第二季度投入运营。2016年3月底，回采工程和特殊开挖工程已经完成。骨架部分也已建至第二层。封顶仪式于2016年7月上旬举行。施工延误主要是由一枚怀疑未爆炸弹所导致的。
新兴商店的租金据称与市中心的普林齐帕尔市场或盐街的价格持平。尽管其中一些商店的租金甚至超过了市中心水平，但至2013年5月中，所有商店已全数租出。2013年5月底，应明斯特市的要求，原2011年春季设计的接待大楼外立面进行了重新设计，以使玻璃幕墙以更强的垂直面来更好地适应明斯特的城市景观。
从2015年1月15日直至2017年6月24日重新开放，车站大堂以及往明斯特内城的直达通道均被关闭。旅客只能通过车站东侧往不来梅广场方向的出入口进入车站。内城则可经由“汉堡隧道”（Hamburger Tunnel）或北部的沃尔贝克街（Wolbecker Straße）到达。为此，汉堡隧道禁止车辆通行，并在完成无障碍改造后仅允许行人和单车骑行者使用。因此，步行至市中心或火车总站巴士站的用时最多只延长了5分钟（以正常步速计）。通过关闭车站大堂，接待大楼和其它建筑物得以顺利拆除。

#### 不来梅广场工程

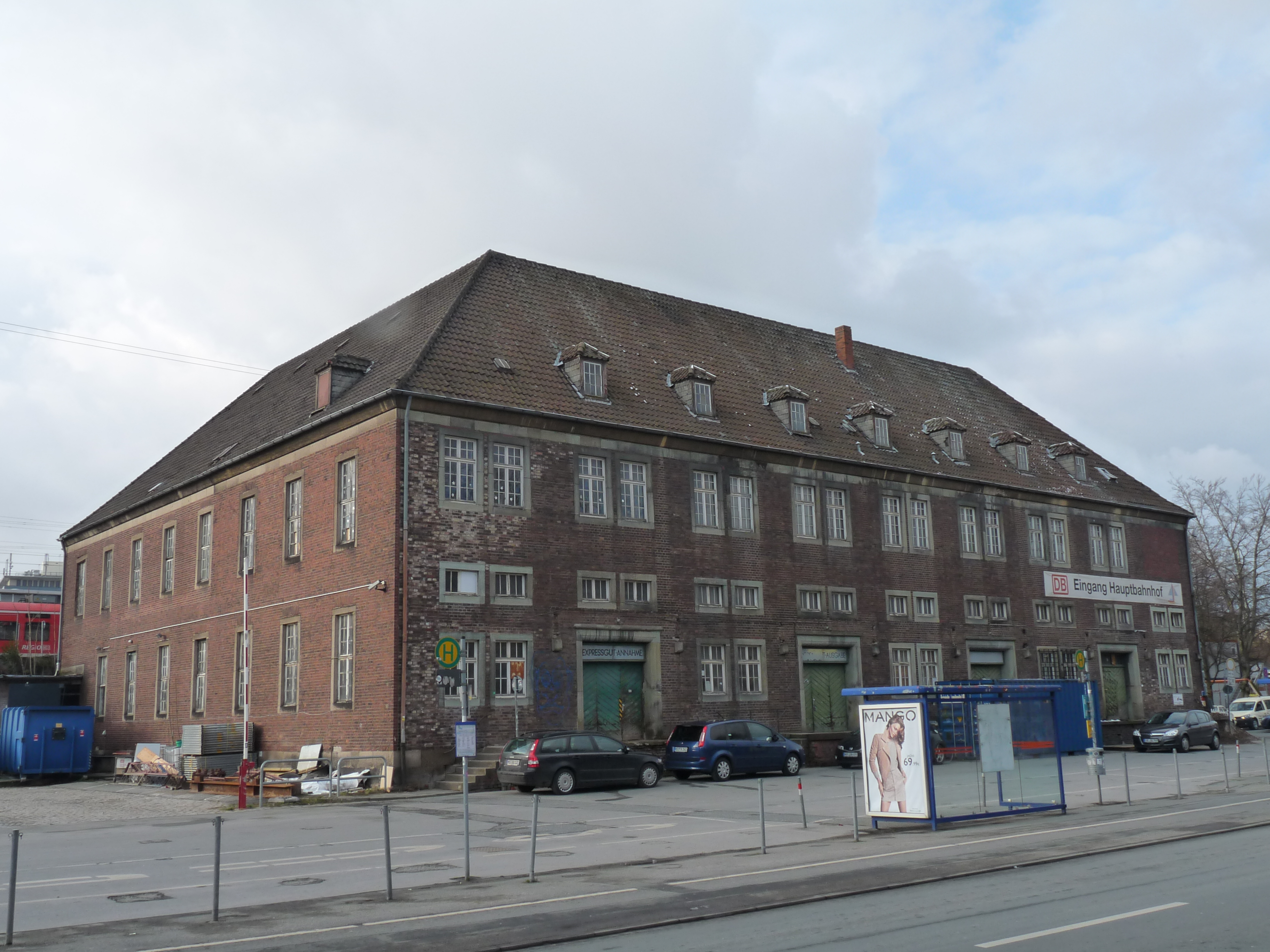
原行包托运设施

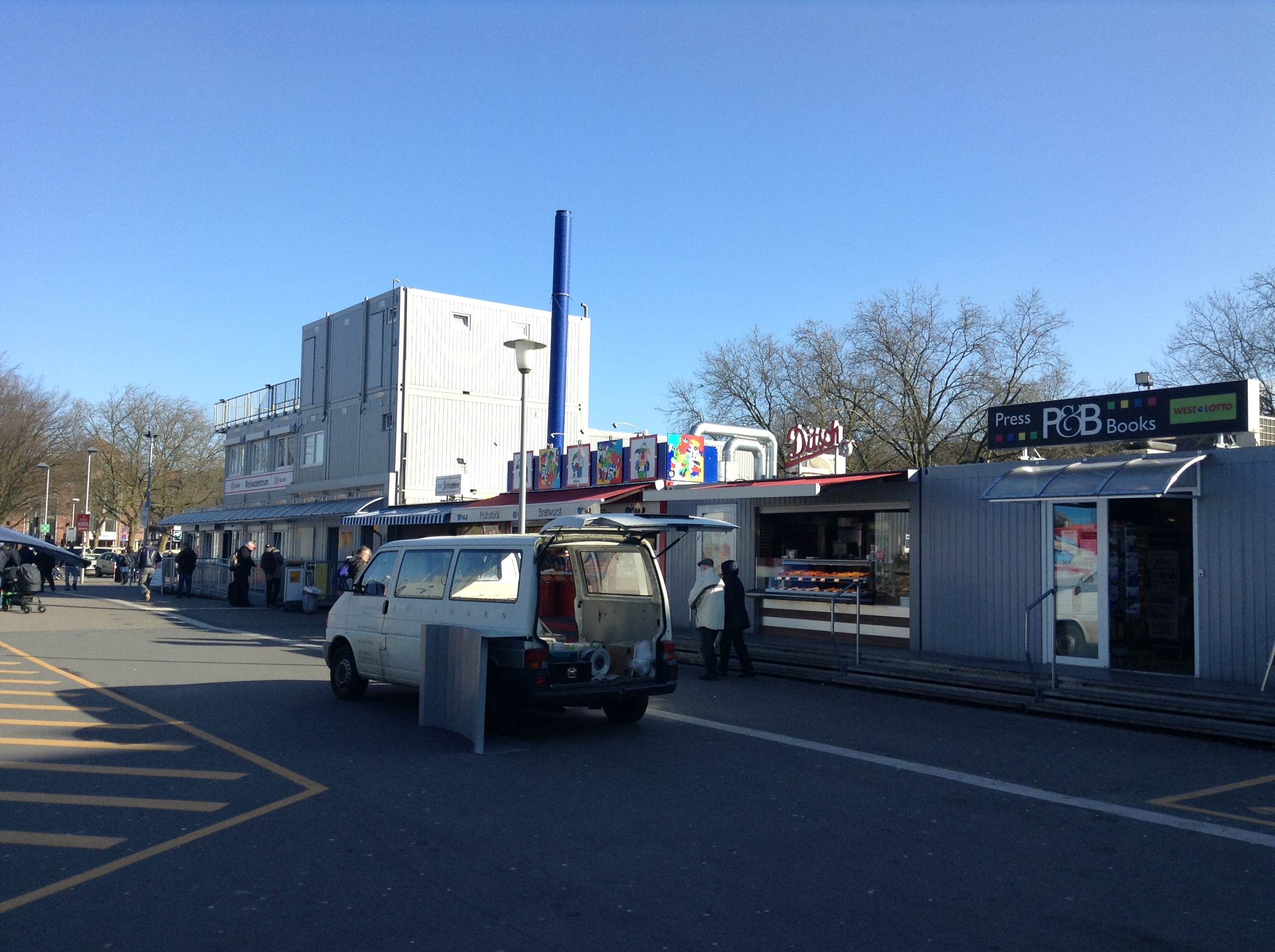
不来梅广场上的货柜屋村

从2013年4月1日起，位于火车总站东侧的原行包托运设施被拆除。它在过去几年中便已人去楼空。随后，相关建筑物也于2013年5月6日展开了为期约六周的拆除工作，至同年6月28日完成。这座始建于1920年代的建筑就此消失，在其近百年的历史中曾承办有快件处理点、铁路服装店、储存室、自动贩卖机场地以及区域列车的餐饮供应点等服务。2013年5月底，在完成行包托运设施的拆除后，一个小型附属建筑也被拆除，它位于15千伏的高架电网下方。两座建筑物均使用小松PC290型（螺栓尺寸为18.30米）挖掘机拆除。根据车站管理规划，只有在接待大楼完工后，才能进一步发展车站东侧。尽管已提呈了多份意向书，该场地仍计划对投资者出售。明斯特市正计划在该址建造更多的联排别墅。2013年5月底，城市的计划宣布搁置。在新接待大楼的施工期间，空置区域将保持未开发状态，因此可以用做建筑车辆和建筑材料的停放场地。为了临时替代已拆除的接待大楼，在不来梅广场上还建造了过渡性的货柜屋村。
经过数次延期，“汉萨门”（Hansator）周边的主要工程于2019年中启动了初期准备工作；这是一个设有酒店、零售业和住房的新街区。不来梅广场将创造约28000平方米的新楼层面积，并划分为三个大型建筑主体。这意味着火车总站东侧也将具备极具吸引力的通道。项目建设期预计为两年。

### 轨道分配
轨道编号从西向东递增。2道为最西端的到发线，21道则为最东端。
注意：所示的路线为主要、但不一定仅在这些月台停靠，尤其是在夜间可能会存在此处未列出的偏差。所示的长途运输方向也只是主要方向。
| 轨道  | 区段                               | 月台编号                           | 路线/方向                                                 | 路线/方向                                                                         | 备注                                     |
| 轨道  | 区段                               | 月台编号                           | 长途运输                                                  | 短途运输                                                                          | 备注                                     |
| ----- | ---------------------------------- | ---------------------------------- | --------------------------------------------------------- | --------------------------------------------------------------------------------- | ---------------------------------------- |
| 1     | 2道A-C绕行线                       | 2道A-C绕行线                       | 2道A-C绕行线                                              | 2道A-C绕行线                                                                      | 2道A-C绕行线                             |
| 2     | A-C                                | 1                                  | 无                                                        | RE 15 埃姆登 RB 65 赖讷（图定班次）                                               | 1道在D区段分岔，因此这部分没有分配列车。 |
| 2     | E                                  | 1                                  | 无                                                        | RB 63 科斯费尔德/中心北                                                           | 1道在D区段分岔，因此这部分没有分配列车。 |
| 3     | A-C                                | 1                                  | ICE / IC 南部方向，若经停多特蒙德                         | RB 69/89 比勒费尔德/帕德博恩/瓦尔堡 RE 7 克雷费尔德 RE 7 赖讷（夜间/清晨）        | 通常不设双重分配                         |
| 3     | D-E                                | 1                                  | ICE / IC 南部方向，若经停多特蒙德                         | RB 69/89 比勒费尔德/帕德博恩/瓦尔堡 RE 7 克雷费尔德 RE 7 赖讷（夜间/清晨）        | 通常不设双重分配                         |
| 4     | 全段                               | 2                                  | ICE / IC 往汉堡方向，若经停多特蒙德                       | RE 7 赖讷 RB 64 格罗瑙/恩斯赫德                                                   |                                          |
| 5-7   | 存车线                             | 存车线                             | 存车线                                                    | 存车线                                                                            | 存车线                                   |
| 8     | 全段                               | 2                                  | IC 南部方向，若明斯特为始发站                             | RB 66 奥斯纳布吕克 RB 65 赖讷（加密班次）                                         |                                          |
| 9     | 全段                               | 3                                  | IC 南部方向，若不经停多特蒙德 FLX 20 科隆                 | RE 2 杜塞尔多夫 RB 65 自赖讷抵达（加密班次） RB 66 自奥斯纳布吕克抵达（加密班次） |                                          |
| 10    | 存车线                             | 存车线                             | 存车线                                                    | 存车线                                                                            | 存车线                                   |
| 11    |                                    | 3                                  | 无                                                        | RB 67 比勒费尔德（个别班次）                                                      | 尽头线，仅可由北部驶入                   |
| 12    | 全段                               | 3                                  | IC 往汉堡方向，若不经停多特蒙德 IC 埃姆登方向 FLX 20 汉堡 | RE 2 奥斯纳布吕克                                                                 |                                          |
| 13    | 正线                               | 正线                               | 正线                                                      | 正线                                                                              | 正线                                     |
| 14    | 全段                               | 4                                  | 无                                                        | RE 42 埃森/门兴格拉德巴赫 RE 2 杜塞尔多夫（夜间）                                 |                                          |
| 15-16 | 存车线                             | 存车线                             | 存车线                                                    | 存车线                                                                            | 存车线                                   |
| 17    | A-C                                | 4                                  | 无                                                        | RB 67 比勒费尔德                                                                  |                                          |
| 17    | D-E                                | 4                                  | 无                                                        | RB 50 多特蒙德                                                                    |                                          |
| 18-20 | 存车线                             | 存车线                             | 存车线                                                    | 存车线                                                                            | 存车线                                   |
| 21    | 当前停用，中期计划重启用于城市快铁 | 当前停用，中期计划重启用于城市快铁 | 当前停用，中期计划重启用于城市快铁                        | 当前停用，中期计划重启用于城市快铁                                                | 当前停用，中期计划重启用于城市快铁       |

## 地堡

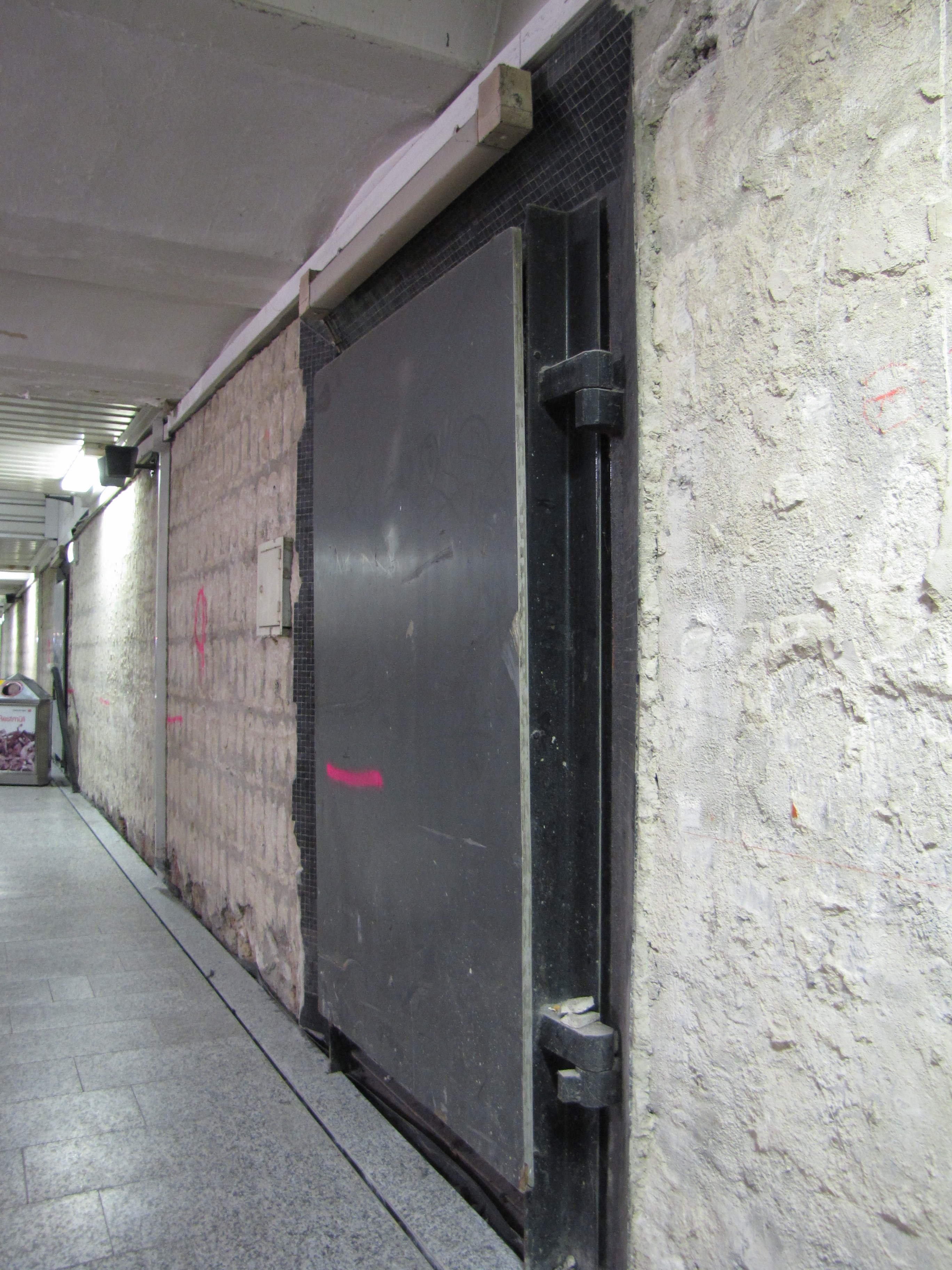
地堡的一扇重型大门

1941年至1942年间建造的地堡至今仍存在。在冷战期间，它已升级为可抵御原子弹。在四扇巨大的钢门后方，是各可容纳50人的闸口。仅当外门完全关闭时，内门才可通过电子锁开启。其另一个入口设于原联邦铁路大楼的地下室内。在2500平方米的掩体空间内，共计可供2000人避难。人们可以在此与外界隔绝的地方生存两个星期。
然而在第二次世界大战之后，它仅作民用，例如用于收容在波黑战争期间大量抵达明斯特的难民，以及在2005年明斯特兰雪灾中受影响的人——当时所有交通停顿，大量乘客不得不被临时安置。

## 车站服务

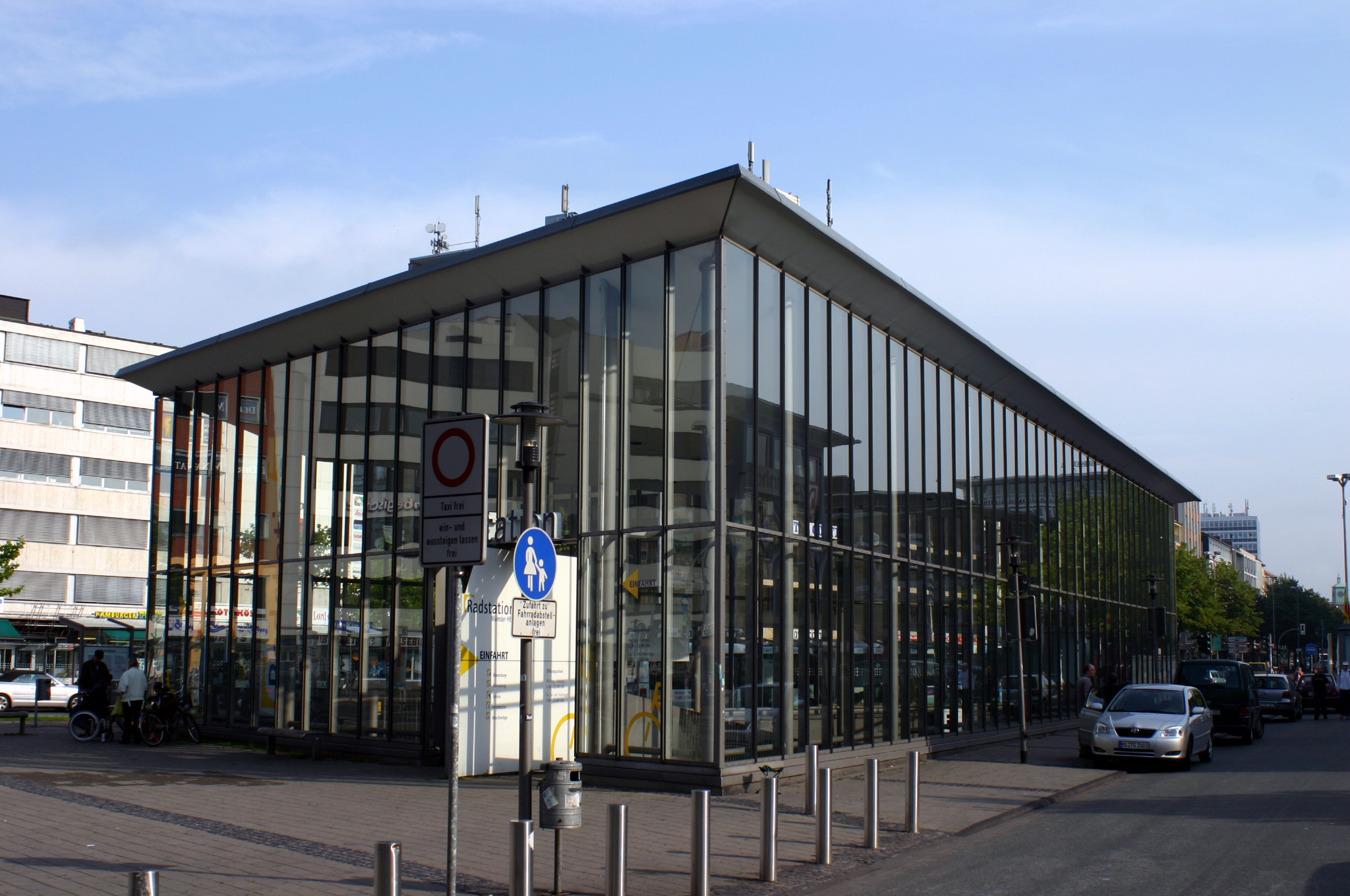
明斯特总站的单车站

明斯特火车总站设有订票中心和德铁问讯处。明斯特也是援助机构车站使命团的驻地，该使命团于2007年10月庆祝成立100周年。在2015年拆除的车站大楼中，曾设有药店、面包店、餐厅、花店、纪念品商店以及几家书报杂志店。与此同时，新建的车站大楼在数个楼层分布有20余间商店，当中包括餐饮和各种办公场地。
车站对于市内交通也具有重要意义。站前广场（柏林广场）是明斯特公共事业公司所有内城巴士路线的枢纽。明斯特兰区域运输公司和德铁威斯特法伦巴士同样在此开办有多条路线通往明斯特周边地区。
位于车站东侧的不来梅广场也被称为“橡胶车站”（Gummibahnhof），在整修工程之前，这里曾开办有旅游巴士和长途巴士。该术语最初可追溯至办理区域运输的巴士车站，它于1960年代初至1980年代中曾设于不来梅街畔（现为绿地）。如今，长途巴士站位于距火车总站西南约400米处的港口街畔。
单车对于内城交通非常重要。许多旅客使用单车往返于火车总站。为了限制车站区域内单车的杂乱停放，在站前的柏林广场建立了一个单车停放库。不来梅广场上则仍然有传统的单车停放空间。

## 连接

### 长途运输
在铁路长途客运方面，有以下城际快车（ICE）及城际列车（IC）路线在明斯特火车总站停靠：
| 路线     | 经由 | 经由 | 经由 | 经由 | 经由 | 经由 | 经由 | 频率      |
| -------- | --- | --- | --- | --- | --- | --- | --- | --------- |
| ICE 30   | 汉堡-阿尔托纳 － 汉堡 － 不来梅 － 迪普霍尔茨 － 奥斯纳布吕克 － 明斯特 － 盖尔森基兴 － 埃森 － 杜伊斯堡 － 杜塞尔多夫 － 科隆                                                                                  | 汉堡-阿尔托纳 － 汉堡 － 不来梅 － 迪普霍尔茨 － 奥斯纳布吕克 － 明斯特 － 盖尔森基兴 － 埃森 － 杜伊斯堡 － 杜塞尔多夫 － 科隆                                                                                  | 汉堡-阿尔托纳 － 汉堡 － 不来梅 － 迪普霍尔茨 － 奥斯纳布吕克 － 明斯特 － 盖尔森基兴 － 埃森 － 杜伊斯堡 － 杜塞尔多夫 － 科隆                                                                                  | 汉堡-阿尔托纳 － 汉堡 － 不来梅 － 迪普霍尔茨 － 奥斯纳布吕克 － 明斯特 － 盖尔森基兴 － 埃森 － 杜伊斯堡 － 杜塞尔多夫 － 科隆                                                                                  | 汉堡-阿尔托纳 － 汉堡 － 不来梅 － 迪普霍尔茨 － 奥斯纳布吕克 － 明斯特 － 盖尔森基兴 － 埃森 － 杜伊斯堡 － 杜塞尔多夫 － 科隆                                                                                  | 汉堡-阿尔托纳 － 汉堡 － 不来梅 － 迪普霍尔茨 － 奥斯纳布吕克 － 明斯特 － 盖尔森基兴 － 埃森 － 杜伊斯堡 － 杜塞尔多夫 － 科隆                                                                                  | 汉堡-阿尔托纳 － 汉堡 － 不来梅 － 迪普霍尔茨 － 奥斯纳布吕克 － 明斯特 － 盖尔森基兴 － 埃森 － 杜伊斯堡 － 杜塞尔多夫 － 科隆                                                                                  | 一班班次  |
| ICE 31   | 基尔 － 新明斯特 － | 基尔 － 新明斯特 － | 汉堡 － 不来梅 － 明斯特 － 多特蒙德 － 科隆 － 波恩 － 科布伦茨 － 美因茨 － 法兰克福机场 － 法兰克福 － | 汉堡 － 不来梅 － 明斯特 － 多特蒙德 － 科隆 － 波恩 － 科布伦茨 － 美因茨 － 法兰克福机场 － 法兰克福 － | 汉堡 － 不来梅 － 明斯特 － 多特蒙德 － 科隆 － 波恩 － 科布伦茨 － 美因茨 － 法兰克福机场 － 法兰克福 － | 哈瑙 － 维尔茨堡 － 纽伦堡 － 雷根斯堡 － 帕绍 | 哈瑙 － 维尔茨堡 － 纽伦堡 － 雷根斯堡 － 帕绍 | 两小时1班 |
| ICE 31   | 汉堡-阿尔托纳 － | 汉堡-阿尔托纳 － | 汉堡 － 不来梅 － 明斯特 － 多特蒙德 － 科隆 － 波恩 － 科布伦茨 － 美因茨 － 法兰克福机场 － 法兰克福 － | 汉堡 － 不来梅 － 明斯特 － 多特蒙德 － 科隆 － 波恩 － 科布伦茨 － 美因茨 － 法兰克福机场 － 法兰克福 － | 汉堡 － 不来梅 － 明斯特 － 多特蒙德 － 科隆 － 波恩 － 科布伦茨 － 美因茨 － 法兰克福机场 － 法兰克福 － | 曼海姆 － 卡尔斯鲁厄 － 巴登-巴登 － 奥芬堡 － 弗赖堡 － 巴塞尔 | 曼海姆 － 卡尔斯鲁厄 － 巴登-巴登 － 奥芬堡 － 弗赖堡 － 巴塞尔 | 一对班次  |
| ICE 41   | 慕尼黑 － 纽伦堡 － 维尔茨堡 － 阿沙芬堡 － 法兰克福 － 法兰克福机场 － 科隆展会/多伊茨 － 杜塞尔多夫 － 杜伊斯堡 － 埃森 － 盖尔森基兴 － 雷克灵豪森 － 明斯特                                                  | 慕尼黑 － 纽伦堡 － 维尔茨堡 － 阿沙芬堡 － 法兰克福 － 法兰克福机场 － 科隆展会/多伊茨 － 杜塞尔多夫 － 杜伊斯堡 － 埃森 － 盖尔森基兴 － 雷克灵豪森 － 明斯特                                                  | 慕尼黑 － 纽伦堡 － 维尔茨堡 － 阿沙芬堡 － 法兰克福 － 法兰克福机场 － 科隆展会/多伊茨 － 杜塞尔多夫 － 杜伊斯堡 － 埃森 － 盖尔森基兴 － 雷克灵豪森 － 明斯特                                                  | 慕尼黑 － 纽伦堡 － 维尔茨堡 － 阿沙芬堡 － 法兰克福 － 法兰克福机场 － 科隆展会/多伊茨 － 杜塞尔多夫 － 杜伊斯堡 － 埃森 － 盖尔森基兴 － 雷克灵豪森 － 明斯特                                                  | 慕尼黑 － 纽伦堡 － 维尔茨堡 － 阿沙芬堡 － 法兰克福 － 法兰克福机场 － 科隆展会/多伊茨 － 杜塞尔多夫 － 杜伊斯堡 － 埃森 － 盖尔森基兴 － 雷克灵豪森 － 明斯特                                                  | 慕尼黑 － 纽伦堡 － 维尔茨堡 － 阿沙芬堡 － 法兰克福 － 法兰克福机场 － 科隆展会/多伊茨 － 杜塞尔多夫 － 杜伊斯堡 － 埃森 － 盖尔森基兴 － 雷克灵豪森 － 明斯特                                                  | 慕尼黑 － 纽伦堡 － 维尔茨堡 － 阿沙芬堡 － 法兰克福 － 法兰克福机场 － 科隆展会/多伊茨 － 杜塞尔多夫 － 杜伊斯堡 － 埃森 － 盖尔森基兴 － 雷克灵豪森 － 明斯特                                                  | 一班班次  |
| ICE 42   | （汉堡-阿尔托纳 － 汉堡 － 不来梅 － 奥斯纳布吕克 －） 明斯特 － 多特蒙德 － 波鸿 － 埃森 － 杜伊斯堡 － 杜塞尔多夫 － 科隆 － 锡格堡/波恩 － 法兰克福机场 － 曼海姆 － 斯图加特 － 乌尔姆 － 奥格斯堡 － 慕尼黑 | （汉堡-阿尔托纳 － 汉堡 － 不来梅 － 奥斯纳布吕克 －） 明斯特 － 多特蒙德 － 波鸿 － 埃森 － 杜伊斯堡 － 杜塞尔多夫 － 科隆 － 锡格堡/波恩 － 法兰克福机场 － 曼海姆 － 斯图加特 － 乌尔姆 － 奥格斯堡 － 慕尼黑 | （汉堡-阿尔托纳 － 汉堡 － 不来梅 － 奥斯纳布吕克 －） 明斯特 － 多特蒙德 － 波鸿 － 埃森 － 杜伊斯堡 － 杜塞尔多夫 － 科隆 － 锡格堡/波恩 － 法兰克福机场 － 曼海姆 － 斯图加特 － 乌尔姆 － 奥格斯堡 － 慕尼黑 | （汉堡-阿尔托纳 － 汉堡 － 不来梅 － 奥斯纳布吕克 －） 明斯特 － 多特蒙德 － 波鸿 － 埃森 － 杜伊斯堡 － 杜塞尔多夫 － 科隆 － 锡格堡/波恩 － 法兰克福机场 － 曼海姆 － 斯图加特 － 乌尔姆 － 奥格斯堡 － 慕尼黑 | （汉堡-阿尔托纳 － 汉堡 － 不来梅 － 奥斯纳布吕克 －） 明斯特 － 多特蒙德 － 波鸿 － 埃森 － 杜伊斯堡 － 杜塞尔多夫 － 科隆 － 锡格堡/波恩 － 法兰克福机场 － 曼海姆 － 斯图加特 － 乌尔姆 － 奥格斯堡 － 慕尼黑 | （汉堡-阿尔托纳 － 汉堡 － 不来梅 － 奥斯纳布吕克 －） 明斯特 － 多特蒙德 － 波鸿 － 埃森 － 杜伊斯堡 － 杜塞尔多夫 － 科隆 － 锡格堡/波恩 － 法兰克福机场 － 曼海姆 － 斯图加特 － 乌尔姆 － 奥格斯堡 － 慕尼黑 | （汉堡-阿尔托纳 － 汉堡 － 不来梅 － 奥斯纳布吕克 －） 明斯特 － 多特蒙德 － 波鸿 － 埃森 － 杜伊斯堡 － 杜塞尔多夫 － 科隆 － 锡格堡/波恩 － 法兰克福机场 － 曼海姆 － 斯图加特 － 乌尔姆 － 奥格斯堡 － 慕尼黑 | 个别班次  |
| ICE 47   | 明斯特 － 雷克灵豪森 － 万讷-埃克尔 － 盖尔森基兴 － 埃森 － 杜伊斯堡 － 杜塞尔多夫 － 科隆展会/多伊茨 － 法兰克福机场 － 曼海姆 － 斯图加特                                                                     | 明斯特 － 雷克灵豪森 － 万讷-埃克尔 － 盖尔森基兴 － 埃森 － 杜伊斯堡 － 杜塞尔多夫 － 科隆展会/多伊茨 － 法兰克福机场 － 曼海姆 － 斯图加特                                                                     | 明斯特 － 雷克灵豪森 － 万讷-埃克尔 － 盖尔森基兴 － 埃森 － 杜伊斯堡 － 杜塞尔多夫 － 科隆展会/多伊茨 － 法兰克福机场 － 曼海姆 － 斯图加特                                                                     | 明斯特 － 雷克灵豪森 － 万讷-埃克尔 － 盖尔森基兴 － 埃森 － 杜伊斯堡 － 杜塞尔多夫 － 科隆展会/多伊茨 － 法兰克福机场 － 曼海姆 － 斯图加特                                                                     | 明斯特 － 雷克灵豪森 － 万讷-埃克尔 － 盖尔森基兴 － 埃森 － 杜伊斯堡 － 杜塞尔多夫 － 科隆展会/多伊茨 － 法兰克福机场 － 曼海姆 － 斯图加特                                                                     | 明斯特 － 雷克灵豪森 － 万讷-埃克尔 － 盖尔森基兴 － 埃森 － 杜伊斯堡 － 杜塞尔多夫 － 科隆展会/多伊茨 － 法兰克福机场 － 曼海姆 － 斯图加特                                                                     | 明斯特 － 雷克灵豪森 － 万讷-埃克尔 － 盖尔森基兴 － 埃森 － 杜伊斯堡 － 杜塞尔多夫 － 科隆展会/多伊茨 － 法兰克福机场 － 曼海姆 － 斯图加特                                                                     | 一对班次  |
| IC 30    | 韦斯特兰 － 尼比尔 － 胡苏姆 － 海德 － 伊策霍埃 － | 韦斯特兰 － 尼比尔 － 胡苏姆 － 海德 － 伊策霍埃 － | 韦斯特兰 － 尼比尔 － 胡苏姆 － 海德 － 伊策霍埃 － | 汉堡 － 不来梅 － 奥斯纳布吕克 － 明斯特 － 多特蒙德 － 埃森 － 杜伊斯堡 － 杜塞尔多夫 － 科隆 － 波恩 － 科布伦茨 － 美因茨 － 曼海姆 － 斯图加特                                                               | 汉堡 － 不来梅 － 奥斯纳布吕克 － 明斯特 － 多特蒙德 － 埃森 － 杜伊斯堡 － 杜塞尔多夫 － 科隆 － 波恩 － 科布伦茨 － 美因茨 － 曼海姆 － 斯图加特                                                               | 汉堡 － 不来梅 － 奥斯纳布吕克 － 明斯特 － 多特蒙德 － 埃森 － 杜伊斯堡 － 杜塞尔多夫 － 科隆 － 波恩 － 科布伦茨 － 美因茨 － 曼海姆 － 斯图加特                                                               | 汉堡 － 不来梅 － 奥斯纳布吕克 － 明斯特 － 多特蒙德 － 埃森 － 杜伊斯堡 － 杜塞尔多夫 － 科隆 － 波恩 － 科布伦茨 － 美因茨 － 曼海姆 － 斯图加特                                                               | 两小时1班 |
| IC 30    | 宾茨 － 施特拉尔松德 － 罗斯托克 － 什未林 － | | | 汉堡 － 不来梅 － 奥斯纳布吕克 － 明斯特 － 多特蒙德 － 埃森 － 杜伊斯堡 － 杜塞尔多夫 － 科隆 － 波恩 － 科布伦茨 － 美因茨 － 曼海姆 － 斯图加特                                                               | 汉堡 － 不来梅 － 奥斯纳布吕克 － 明斯特 － 多特蒙德 － 埃森 － 杜伊斯堡 － 杜塞尔多夫 － 科隆 － 波恩 － 科布伦茨 － 美因茨 － 曼海姆 － 斯图加特                                                               | 汉堡 － 不来梅 － 奥斯纳布吕克 － 明斯特 － 多特蒙德 － 埃森 － 杜伊斯堡 － 杜塞尔多夫 － 科隆 － 波恩 － 科布伦茨 － 美因茨 － 曼海姆 － 斯图加特                                                               | 汉堡 － 不来梅 － 奥斯纳布吕克 － 明斯特 － 多特蒙德 － 埃森 － 杜伊斯堡 － 杜塞尔多夫 － 科隆 － 波恩 － 科布伦茨 － 美因茨 － 曼海姆 － 斯图加特                                                               | 两小时1班 |
| EC 30    | 汉堡-阿尔托纳 － 汉堡 － 不来梅 － 奥斯纳布吕克 － 明斯特 － 多特蒙德 － 埃森 － 杜伊斯堡 － 杜塞尔多夫 － 科隆 － 波恩 － 科布伦茨 － 美因茨 － 曼海姆 － 卡尔斯鲁厄 － 弗赖堡 － 巴塞尔 － 苏黎世 / 因特拉肯   | 汉堡-阿尔托纳 － 汉堡 － 不来梅 － 奥斯纳布吕克 － 明斯特 － 多特蒙德 － 埃森 － 杜伊斯堡 － 杜塞尔多夫 － 科隆 － 波恩 － 科布伦茨 － 美因茨 － 曼海姆 － 卡尔斯鲁厄 － 弗赖堡 － 巴塞尔 － 苏黎世 / 因特拉肯   | 汉堡-阿尔托纳 － 汉堡 － 不来梅 － 奥斯纳布吕克 － 明斯特 － 多特蒙德 － 埃森 － 杜伊斯堡 － 杜塞尔多夫 － 科隆 － 波恩 － 科布伦茨 － 美因茨 － 曼海姆 － 卡尔斯鲁厄 － 弗赖堡 － 巴塞尔 － 苏黎世 / 因特拉肯   | 汉堡-阿尔托纳 － 汉堡 － 不来梅 － 奥斯纳布吕克 － 明斯特 － 多特蒙德 － 埃森 － 杜伊斯堡 － 杜塞尔多夫 － 科隆 － 波恩 － 科布伦茨 － 美因茨 － 曼海姆 － 卡尔斯鲁厄 － 弗赖堡 － 巴塞尔 － 苏黎世 / 因特拉肯   | 汉堡-阿尔托纳 － 汉堡 － 不来梅 － 奥斯纳布吕克 － 明斯特 － 多特蒙德 － 埃森 － 杜伊斯堡 － 杜塞尔多夫 － 科隆 － 波恩 － 科布伦茨 － 美因茨 － 曼海姆 － 卡尔斯鲁厄 － 弗赖堡 － 巴塞尔 － 苏黎世 / 因特拉肯   | 汉堡-阿尔托纳 － 汉堡 － 不来梅 － 奥斯纳布吕克 － 明斯特 － 多特蒙德 － 埃森 － 杜伊斯堡 － 杜塞尔多夫 － 科隆 － 波恩 － 科布伦茨 － 美因茨 － 曼海姆 － 卡尔斯鲁厄 － 弗赖堡 － 巴塞尔 － 苏黎世 / 因特拉肯   | 汉堡-阿尔托纳 － 汉堡 － 不来梅 － 奥斯纳布吕克 － 明斯特 － 多特蒙德 － 埃森 － 杜伊斯堡 － 杜塞尔多夫 － 科隆 － 波恩 － 科布伦茨 － 美因茨 － 曼海姆 － 卡尔斯鲁厄 － 弗赖堡 － 巴塞尔 － 苏黎世 / 因特拉肯   | 两小时1班 |
| EC 31    | （基尔 / 吕贝克 －） 汉堡 － 不来梅 － 奥斯纳布吕克 － 明斯特 － 多特蒙德 － 科隆 － 波恩 － 美因茨 － 法兰克福 （－ 哈瑙 － 维尔茨堡 － 纽伦堡 － 雷根斯堡 － 帕绍）                                            | （基尔 / 吕贝克 －） 汉堡 － 不来梅 － 奥斯纳布吕克 － 明斯特 － 多特蒙德 － 科隆 － 波恩 － 美因茨 － 法兰克福 （－ 哈瑙 － 维尔茨堡 － 纽伦堡 － 雷根斯堡 － 帕绍）                                            | （基尔 / 吕贝克 －） 汉堡 － 不来梅 － 奥斯纳布吕克 － 明斯特 － 多特蒙德 － 科隆 － 波恩 － 美因茨 － 法兰克福 （－ 哈瑙 － 维尔茨堡 － 纽伦堡 － 雷根斯堡 － 帕绍）                                            | （基尔 / 吕贝克 －） 汉堡 － 不来梅 － 奥斯纳布吕克 － 明斯特 － 多特蒙德 － 科隆 － 波恩 － 美因茨 － 法兰克福 （－ 哈瑙 － 维尔茨堡 － 纽伦堡 － 雷根斯堡 － 帕绍）                                            | （基尔 / 吕贝克 －） 汉堡 － 不来梅 － 奥斯纳布吕克 － 明斯特 － 多特蒙德 － 科隆 － 波恩 － 美因茨 － 法兰克福 （－ 哈瑙 － 维尔茨堡 － 纽伦堡 － 雷根斯堡 － 帕绍）                                            | （基尔 / 吕贝克 －） 汉堡 － 不来梅 － 奥斯纳布吕克 － 明斯特 － 多特蒙德 － 科隆 － 波恩 － 美因茨 － 法兰克福 （－ 哈瑙 － 维尔茨堡 － 纽伦堡 － 雷根斯堡 － 帕绍）                                            | （基尔 / 吕贝克 －） 汉堡 － 不来梅 － 奥斯纳布吕克 － 明斯特 － 多特蒙德 － 科隆 － 波恩 － 美因茨 － 法兰克福 （－ 哈瑙 － 维尔茨堡 － 纽伦堡 － 雷根斯堡 － 帕绍）                                            | 两小时1班 |
| IC/EC 32 | （柏林 － 沃尔夫斯堡 － 汉诺威 －） 明斯特 － 埃森 － 杜伊斯堡 － 杜塞尔多夫 － 科隆 － 波恩 － 科布伦茨 － 美因茨 － 曼海姆 － 斯图加特 －                                                                      | （柏林 － 沃尔夫斯堡 － 汉诺威 －） 明斯特 － 埃森 － 杜伊斯堡 － 杜塞尔多夫 － 科隆 － 波恩 － 科布伦茨 － 美因茨 － 曼海姆 － 斯图加特 －                                                                      | （柏林 － 沃尔夫斯堡 － 汉诺威 －） 明斯特 － 埃森 － 杜伊斯堡 － 杜塞尔多夫 － 科隆 － 波恩 － 科布伦茨 － 美因茨 － 曼海姆 － 斯图加特 －                                                                      | （柏林 － 沃尔夫斯堡 － 汉诺威 －） 明斯特 － 埃森 － 杜伊斯堡 － 杜塞尔多夫 － 科隆 － 波恩 － 科布伦茨 － 美因茨 － 曼海姆 － 斯图加特 －                                                                      | （柏林 － 沃尔夫斯堡 － 汉诺威 －） 明斯特 － 埃森 － 杜伊斯堡 － 杜塞尔多夫 － 科隆 － 波恩 － 科布伦茨 － 美因茨 － 曼海姆 － 斯图加特 －                                                                      | 乌尔姆 － | 奥格斯堡 － 慕尼黑 － 萨尔茨堡 － 菲拉赫 － 克拉根福 | 个别班次  |
| IC/EC 32 | （柏林 － 沃尔夫斯堡 － 汉诺威 －） 明斯特 － 埃森 － 杜伊斯堡 － 杜塞尔多夫 － 科隆 － 波恩 － 科布伦茨 － 美因茨 － 曼海姆 － 斯图加特 －                                                                      | （柏林 － 沃尔夫斯堡 － 汉诺威 －） 明斯特 － 埃森 － 杜伊斯堡 － 杜塞尔多夫 － 科隆 － 波恩 － 科布伦茨 － 美因茨 － 曼海姆 － 斯图加特 －                                                                      | （柏林 － 沃尔夫斯堡 － 汉诺威 －） 明斯特 － 埃森 － 杜伊斯堡 － 杜塞尔多夫 － 科隆 － 波恩 － 科布伦茨 － 美因茨 － 曼海姆 － 斯图加特 －                                                                      | （柏林 － 沃尔夫斯堡 － 汉诺威 －） 明斯特 － 埃森 － 杜伊斯堡 － 杜塞尔多夫 － 科隆 － 波恩 － 科布伦茨 － 美因茨 － 曼海姆 － 斯图加特 －                                                                      | （柏林 － 沃尔夫斯堡 － 汉诺威 －） 明斯特 － 埃森 － 杜伊斯堡 － 杜塞尔多夫 － 科隆 － 波恩 － 科布伦茨 － 美因茨 － 曼海姆 － 斯图加特 －                                                                      | 乌尔姆 － | 腓特烈港 － 林道 － 布雷根茨 － 因斯布鲁克 | 个别班次  |
| IC/EC 32 | （柏林 － 沃尔夫斯堡 － 汉诺威 －） 明斯特 － 埃森 － 杜伊斯堡 － 杜塞尔多夫 － 科隆 － 波恩 － 科布伦茨 － 美因茨 － 曼海姆 － 斯图加特 －                                                                      | （柏林 － 沃尔夫斯堡 － 汉诺威 －） 明斯特 － 埃森 － 杜伊斯堡 － 杜塞尔多夫 － 科隆 － 波恩 － 科布伦茨 － 美因茨 － 曼海姆 － 斯图加特 －                                                                      | （柏林 － 沃尔夫斯堡 － 汉诺威 －） 明斯特 － 埃森 － 杜伊斯堡 － 杜塞尔多夫 － 科隆 － 波恩 － 科布伦茨 － 美因茨 － 曼海姆 － 斯图加特 －                                                                      | （柏林 － 沃尔夫斯堡 － 汉诺威 －） 明斯特 － 埃森 － 杜伊斯堡 － 杜塞尔多夫 － 科隆 － 波恩 － 科布伦茨 － 美因茨 － 曼海姆 － 斯图加特 －                                                                      | （柏林 － 沃尔夫斯堡 － 汉诺威 －） 明斯特 － 埃森 － 杜伊斯堡 － 杜塞尔多夫 － 科隆 － 波恩 － 科布伦茨 － 美因茨 － 曼海姆 － 斯图加特 －                                                                      | 乌尔姆 － | 梅明根 － 肯普滕 － 奥伯斯多夫 | 个别班次  |
| IC/EC 32 | （柏林 － 沃尔夫斯堡 － 汉诺威 －） 明斯特 － 埃森 － 杜伊斯堡 － 杜塞尔多夫 － 科隆 － 波恩 － 科布伦茨 － 美因茨 － 曼海姆 － 斯图加特 －                                                                      | （柏林 － 沃尔夫斯堡 － 汉诺威 －） 明斯特 － 埃森 － 杜伊斯堡 － 杜塞尔多夫 － 科隆 － 波恩 － 科布伦茨 － 美因茨 － 曼海姆 － 斯图加特 －                                                                      | （柏林 － 沃尔夫斯堡 － 汉诺威 －） 明斯特 － 埃森 － 杜伊斯堡 － 杜塞尔多夫 － 科隆 － 波恩 － 科布伦茨 － 美因茨 － 曼海姆 － 斯图加特 －                                                                      | （柏林 － 沃尔夫斯堡 － 汉诺威 －） 明斯特 － 埃森 － 杜伊斯堡 － 杜塞尔多夫 － 科隆 － 波恩 － 科布伦茨 － 美因茨 － 曼海姆 － 斯图加特 －                                                                      | （柏林 － 沃尔夫斯堡 － 汉诺威 －） 明斯特 － 埃森 － 杜伊斯堡 － 杜塞尔多夫 － 科隆 － 波恩 － 科布伦茨 － 美因茨 － 曼海姆 － 斯图加特 －                                                                      | 尼尔廷根 － 梅钦根 － 罗伊特林根 － 蒂宾根 | | 个别班次  |
| IC 35    | 诺德代希 － 埃姆登 － 明斯特 － 盖尔森基兴 － 奥伯豪森 － 杜伊斯堡 － 杜塞尔多夫 － 科隆 （－ 波恩 － 科布伦茨 － 美因茨 － 曼海姆 － 康斯坦茨 / 斯图加特）                                                      | 诺德代希 － 埃姆登 － 明斯特 － 盖尔森基兴 － 奥伯豪森 － 杜伊斯堡 － 杜塞尔多夫 － 科隆 （－ 波恩 － 科布伦茨 － 美因茨 － 曼海姆 － 康斯坦茨 / 斯图加特）                                                      | 诺德代希 － 埃姆登 － 明斯特 － 盖尔森基兴 － 奥伯豪森 － 杜伊斯堡 － 杜塞尔多夫 － 科隆 （－ 波恩 － 科布伦茨 － 美因茨 － 曼海姆 － 康斯坦茨 / 斯图加特）                                                      | 诺德代希 － 埃姆登 － 明斯特 － 盖尔森基兴 － 奥伯豪森 － 杜伊斯堡 － 杜塞尔多夫 － 科隆 （－ 波恩 － 科布伦茨 － 美因茨 － 曼海姆 － 康斯坦茨 / 斯图加特）                                                      | 诺德代希 － 埃姆登 － 明斯特 － 盖尔森基兴 － 奥伯豪森 － 杜伊斯堡 － 杜塞尔多夫 － 科隆 （－ 波恩 － 科布伦茨 － 美因茨 － 曼海姆 － 康斯坦茨 / 斯图加特）                                                      | 诺德代希 － 埃姆登 － 明斯特 － 盖尔森基兴 － 奥伯豪森 － 杜伊斯堡 － 杜塞尔多夫 － 科隆 （－ 波恩 － 科布伦茨 － 美因茨 － 曼海姆 － 康斯坦茨 / 斯图加特）                                                      | 诺德代希 － 埃姆登 － 明斯特 － 盖尔森基兴 － 奥伯豪森 － 杜伊斯堡 － 杜塞尔多夫 － 科隆 （－ 波恩 － 科布伦茨 － 美因茨 － 曼海姆 － 康斯坦茨 / 斯图加特）                                                      | 两小时1班 |
| IC 77    | 明斯特 － 奥斯纳布吕克 － 汉诺威 － 沃尔夫斯堡 － 施滕达尔 － 柏林 － 柏林东 | 明斯特 － 奥斯纳布吕克 － 汉诺威 － 沃尔夫斯堡 － 施滕达尔 － 柏林 － 柏林东 | 明斯特 － 奥斯纳布吕克 － 汉诺威 － 沃尔夫斯堡 － 施滕达尔 － 柏林 － 柏林东 | 明斯特 － 奥斯纳布吕克 － 汉诺威 － 沃尔夫斯堡 － 施滕达尔 － 柏林 － 柏林东 | 明斯特 － 奥斯纳布吕克 － 汉诺威 － 沃尔夫斯堡 － 施滕达尔 － 柏林 － 柏林东 | 明斯特 － 奥斯纳布吕克 － 汉诺威 － 沃尔夫斯堡 － 施滕达尔 － 柏林 － 柏林东 | 明斯特 － 奥斯纳布吕克 － 汉诺威 － 沃尔夫斯堡 － 施滕达尔 － 柏林 － 柏林东 | 个别班次  |
| FLX 20   | 汉堡 － 奥斯纳布吕克 － 明斯特 － 盖尔森基兴 － 埃森 － 杜伊斯堡 － 杜塞尔多夫 － 科隆 | 汉堡 － 奥斯纳布吕克 － 明斯特 － 盖尔森基兴 － 埃森 － 杜伊斯堡 － 杜塞尔多夫 － 科隆 | 汉堡 － 奥斯纳布吕克 － 明斯特 － 盖尔森基兴 － 埃森 － 杜伊斯堡 － 杜塞尔多夫 － 科隆 | 汉堡 － 奥斯纳布吕克 － 明斯特 － 盖尔森基兴 － 埃森 － 杜伊斯堡 － 杜塞尔多夫 － 科隆 | 汉堡 － 奥斯纳布吕克 － 明斯特 － 盖尔森基兴 － 埃森 － 杜伊斯堡 － 杜塞尔多夫 － 科隆 | 汉堡 － 奥斯纳布吕克 － 明斯特 － 盖尔森基兴 － 埃森 － 杜伊斯堡 － 杜塞尔多夫 － 科隆 | 汉堡 － 奥斯纳布吕克 － 明斯特 － 盖尔森基兴 － 埃森 － 杜伊斯堡 － 杜塞尔多夫 － 科隆 | 个别班次  |

### 区域运输
在铁路短途客运方面，共计有四条区域快车（RE）和八条区域列车（RB）路线在明斯特火车总站停靠。
| 路线     | 经由 | 频率                                                                          |
| -------- | --- | ----------------------------------------------------------------------------- |
| RE 2     | 莱茵-哈德快线： 奥斯纳布吕克总站 － 哈斯贝尔根 － 纳特鲁普-哈根（两小时间隔） － 伦格里希 － 卡滕芬讷（两小时间隔） － 东贝费恩 － 西贝费恩 － 明斯特总站 － 迪尔门 － 哈尔滕 － 雷克灵豪森总站 － 万讷-埃克尔总站 － 盖尔森基兴总站 － 盖尔森基兴总站 － 埃森总站 － 米尔海姆总站 － 杜伊斯堡总站 － 杜塞尔多夫机场 － 杜塞尔多夫总站 数据截至2019年12月调图 | 60分钟                                                                        |
| RE 7     | 莱茵-明斯特兰快线： 赖讷 － 埃姆斯代滕 － 格雷芬 － 明斯特总站 － 明斯特-希尔特鲁普 － 德伦施泰因富特 － 哈姆总站 － 伯嫩 － 翁纳 － 霍尔茨维克德 － 施韦特 － 哈根总站 － 恩讷珀塔尔 － 施韦尔姆 － 伍珀塔尔-上巴门 － 伍珀塔尔总站 － 索林根总站 － 奥普拉登 － 科隆展会/多伊茨 － 科隆总站 － 多尔马根 － 诺伊斯总站 － 梅尔布施-奥斯特拉特 － 克雷费尔德-奥普姆 － 克雷费尔德总站 数据截至2019年12月调图 | 60分钟                                                                        |
| RE 15    | 埃姆斯兰快线： 埃姆登外港 － 埃姆登总站 － 莱尔 － 帕彭堡 － 阿申多夫 － 梅彭 － 林根 － 萨尔茨贝根 － 赖讷 － 埃姆斯代滕 － 格雷芬 － 明斯特总站 数据截至2015年12月调图 | 60分钟                                                                        |
| RE 42    | 尼尔斯-哈德快线： 明斯特总站 － 明斯特-阿尔巴赫滕 － 伯森塞尔 － 诺图尔恩-阿佩许尔森 － 布尔德恩 － 迪尔门 － 叙滕 － 哈尔滕 － 马尔-辛森 － 雷克灵豪森总站 － 雷克灵豪森南 － 万讷-埃克尔总站 － 盖尔森基兴总站 － 埃森总站 － 米尔海姆总站 － 杜伊斯堡总站 － 莱茵豪森 － 克雷费尔德-乌丁根 － 克雷费尔德总站 － 菲尔森 － 门兴格拉德巴赫总站 数据截至2019年12月调图 | 30分钟（明斯特－埃森） 60分钟（埃森－格拉德巴赫）                             |
| RB 50    | 吕嫩线： 多特蒙德总站 － 多特蒙德-基希德讷 － 多特蒙德-德讷 － 普鲁士 － 吕嫩 － 韦尔讷 － 卡佩勒 － 阿舍贝格 － 达芬斯贝格 － 明斯特-阿梅尔斯比伦 － 明斯特总站 数据截至2015年12月调图 | 60分钟                                                                        |
| RB 63    | 鲍姆贝格线： 科斯费尔德 － 科斯费尔德教育中心 － 卢屯 － 比勒贝克 － 哈维克斯贝克 － 明斯特-罗克塞尔 － 明斯特总站 － 明斯特中心北 数据截至2015年12月调图 | 60分钟                                                                        |
| RB 64    | 欧区线： 恩斯赫德 － 恩斯赫德德恩斯马克 － 赫拉讷布吕赫车站 － 格罗瑙 － 奥赫特鲁普 － 梅特伦兰 － 施泰因富特-布尔格施泰因富特 － 施泰因富特-格罗滕坎普 － 施泰因富特-伯格霍斯特 － 诺德瓦尔德 － 阿尔滕贝格 － 明斯特-海格尔 － 明斯特中心北 － 明斯特总站 数据截至2015年12月调图 | 60分钟                                                                        |
| RB 65    | 埃姆斯线： 赖讷 － 赖讷-梅苏姆 － 埃姆斯代滕 － 雷肯费尔德 － 格雷芬 － 明斯特-斯普拉克尔 － 明斯特中心北 － 明斯特总站 数据截至2015年12月调图 | 30分钟                                                                        |
| RB 66    | 条顿线： 奥斯纳布吕克总站 － 哈斯贝尔根 － 纳特鲁普-哈根 － 伦格里希 － 卡滕芬讷 － 东贝费恩 － 西贝费恩 － 明斯特总站 数据截至2015年12月调图 | 60分钟                                                                        |
| RB 67    | 瓦伦多夫线： 明斯特总站 － 泰尔格特 － 瓦伦多夫-埃嫩-密辛根 － 瓦伦多夫 － 毕伦 － 克拉霍尔茨 － 黑策布罗克 － 雷达-维登布吕克 － 居特斯洛总站 － 伊瑟霍斯特-阿芬韦德 － 布拉克韦德 － 比勒费尔德总站 数据截至2016年12月调图 | 60分钟                                                                        |
| RB 69/89 | 埃姆斯-伯尔德线： 明斯特总站 － 明斯特-希尔特鲁普 － 林克罗德 － 德伦施泰因富特 － 梅施 － 博库姆-赫费尔 － 哈姆总站 （分拆运行，一部分担当RB69开往比勒费尔德，另一部分担当RB89开往帕德博恩/瓦尔堡） － … RB 69： … － 希森 － 阿伦 － 西贝库姆 － 厄尔德 － 雷达-维登布吕克 － 居特斯洛总站 － 伊瑟霍斯特-阿芬韦德 － 布拉克韦德 － 比勒费尔德总站 RB 89： … － 韦尔沃 － 博格恩 － 索斯特 － 巴特萨森多夫 － 利普施塔特 － 德丁豪森 － 艾灵豪森 － 盖瑟克 － 萨尔茨科滕 － 沙尔梅德 － 帕德博恩总站 － 阿尔滕贝肯 － 维勒巴德埃森 － 瓦尔堡 数据截至2019年12月调图 | 明斯特－比勒费尔德：60分钟 明斯特－帕德博恩：30分钟 帕德博恩－瓦尔堡：120分钟 |